# The Beginning (Blackmore's Night)
The Beginning è una raccolta/documentario dei Blackmore's Night sui primi due album della band e relativi tour. In un vellutato box viola sono stati raccolti Shadow of the Moon (Cd), Under a Violet Moon (Cd), Shadow Of The Moon Live In Germany 1997-1998 (DVD - inedito) e Under A Violet Moon Castle Tour 2000 (DVD - inedito) con l'aggiunta di esclusive interviste ai leader della band Ritchie Blackmore e Candice Night.

## Tracce
CDalbum Shadow of the Moon
1. Shadow of the Moon
2. The Clock Ticks On
3. Be Mine Tonight
4. Play Minstrel Play
5. Ocean Gypsy
6. Minstrel Hall
7. Magical World
8. Writing on the Wall
9. Renaissance Faire
10. Memmingen
11. No Second Chance
12. Mond Tanz
13. Spirit of the Sea
14. Greensleeves
15. Wish You Were Here
16. Possum's Last Dance

CDalbum Under A Violet Moon
1. Under A Violet Moon
2. Castles And Dreams
3. Past Time With Good Company
4. Morning Star
5. Avalon
6. Possum Goes To Prague
7. Wind In The Willows
8. Gone With The Wind
9. Beyond The Sunset
10. March The Heroes Home
11. Spanish Nights (I Remember It Well)
12. Catherine Howard‘s Fate
13. Fool‘s Gold
14. Durch den Wald Zum Bach Haus
15. Now And Then
16. Self Portrait

DVDShadow of the Moon Live In Germany 1997-1998
1. Shadow of the Moon
2. The Clock Ticks On
3. Play Minstrel Play
4. Minstrel Hall
5. St. Theresa
6. Under A Violet Moon
7. Magical World
8. No Second Chance
9. 16th Century Greensleeves
10. Renaissance Faire
11. Writing On The Wall
12. Mond Tanz
13. Be Mine Tonight
14. Memmingen
15. Black Night
16. Man On The Silver Mountain
17. Still I'm Sad
18. Maybe Next Time

DVDUnder A Violet Moon Castle Tour 2000
1. Written in the Stars
2. Morning Star
3. Renaissance Faire
4. Fires At Midnight (Midnight Acoustic Performance)
5. Possum Goes To Prague
6. Under A Violet Moon
7. Spanish Nights (I Remember It Well)
8. Past Time With Good Company
9. Wind In The Willows
10. March The Heroes Home
11. Gone With The Wind
12. Fires At Midnight
13. Now And Then
14. Durch Den Wald Zum Bach Haus